# Carlo Ancelotti
Carlo Ancelotti, italijanski nogometaš in nogometni trener, * 10. junij 1959, Reggiolo, Italija. 
Nazadnje je bil zaposlen pri Real Madridu, s katerim je 24. 5. 2014 v Lizboni osvojil Ligo prvakov. To je bil njegov četrti (1x kot igralec, 3x kot trener) in Realov deseti naslov v tem tekmovanju.
Carlo Ancelotti, z vzdevkom Carletto, je v svoji trenerski karieri kar trikrat osvojil prestižno Ligo prvakov in sicer v letih 2003 ter 2007 z Milanom in 2014 z Real Madridom. Po zmagi z Realom 2014 se je pridružil Ernstu Happelu, Ottmarju Hitzfeldu, Juppu Heynckesu in Joseju Mourinhu v elitnem klubu nogometnih trenerjev, ki so Ligo prvakov osvojili s po dvema različnima kluboma.